# Salamandre-Klasse (1754)
Die Salamandre-Klasse war eine Klasse von zwei Bombarden der französischen Marine, die von 1754 bis 1786 in Dienst stand.

## Allgemeines
Nach 1700 wurden für die französische Marine nur relativ wenige Bombarden (französisch Galiote à bombe) gebaut. Dies rührte daher, da die Schiffe in nur begrenztem Umfang durch die Marine eingesetzt werden konnten, da sie in jedem Konflikt gegen eine andere europäische Seemacht stark gefährdet waren. Haupteinsatzgebiet dieser Schiffe waren daher die nordafrikanischen Küsten im Kampf gegen die Barbareskenstaaten. Des Weiteren wurde dieser Schiffstyp, aus diesem Grund, im Vergleich zur Zeit Ludwig XIV. kaum weiterentwickelt.
Die beiden Schiffe der Klasse wurden unter Aufsicht der Schiffbauingenieure Marie-Blaise Coulomb und François Chapelle im Marinearsenal von Toulon zwischen Mai 1753 und August 1754 gebaut. Sie bildeten die dritte von vier Klassen dieses Typs, welche in der Regentschaftszeit von Ludwig XV. (1715–1774) für die französische Marine entstanden.

## Einheiten
| Name       | Bauwerft          | Bestellung        | Kiellegung                | Stapellauf                | Indienststellung          | Verbleib                        |
| ---------- | ----------------- | ----------------- | ------------------------- | ------------------------- | ------------------------- | ------------------------------- |
| Salamandre | Arsenal de Toulon | 16. November 1752 | Mai 1753                  | 30. März 1754             | August 1754               | Nach 1786 außer Dienst gestellt |
| Etna       | Arsenal de Toulon | 16. November 1752 | Juni 1753                 | 13. April 1754            | August 1754               | Nach 1786 außer Dienst gestellt |
| Fournaise  | Arsenal de Toulon | 1754              | Bauauftrag 1756 storniert | Bauauftrag 1756 storniert | Bauauftrag 1756 storniert | Bauauftrag 1756 storniert       |

## Technische Beschreibung
Die beiden Schiffe der Klasse hatte eine Länge von 26,31 Metern (Geschützdeck) bzw. 22,09 Meter (Kiel), eine Breite von 8,12 Metern und einen Tiefgang von 3,63 Metern bei einer Verdrängung von 350 Tonnen. Sie führten eine klassische Ketschbesegelung mit Marssegeln an einem Großmast und einem deutlich kleineren Besanmast. Die Bewaffnung bestand aus zwei 12-Zoll-Mörsern und acht 6-Pfünder-Kanonen.

## Besatzung
Die Besatzung hatte im Frieden eine Stärke von 66 Mann und im Kriegsfall 80 Mann (6 Offiziere und 60 bzw. 74 Unteroffiziere bzw. Mannschaften).